# Crucify My Love
Crucify my Love és una cançó del grup de rock japonès X Japan. El senzill fou llançat el 26 d'agost de 1996 i conté dues cançons: Crucify my love, una balada composta per Yoshiki, i una versió en directe de la cançó Weekend.

## Crèdits
- Yoshiki (bateria i piano)
- Toshi (vocal)
- hide (guitarra)
- Pata (guitarra)
- Taiji Sawada (baix)